# Викарни епископ стобијски
Викарни епископ стобијски је титула коју носи викарни архијереј у Православној охридској архиепископији под јурисдикцијом Српске православне цркве. Почасна је титула помоћном епископу архиепископа охридског и митрополита скопског.
Одлуком Светог архијерејског синода Православне охридске архиепископије (2006) за епископа стобијског је изабран Давид (Нинов). Данас је он уједно и мјестобљуститељ струмички и секретар Светог архијерејског синода.
Такође, стобијски епископ (буг. стобийски епископ) јесте титула коју носи и викарни архијереј у Бугарској православној цркви. Одлуком Светог синода Бугарске православне цркве (2007) за епископа стобијског је изабран архимандрит Наум (Димитров). Данас је он и секретар Светог синода.